# Andrej Koreškov
Andrej Andreevič Koreškov (in russo Андрей Андреевич Корешков?; trasl. angl. Andrey Koreshkov; Omsk, 23 agosto 1990) è un lottatore di arti marziali miste russo.
Combatte nella divisione dei pesi welter per l'organizzazione statunitense Bellator nella quale è campione di categoria dal 2015.

## Carriera nelle arti marziali miste

### Inizi
Koreshkov compie il suo debutto professionale nel mondo delle MMA nell'ottobre 2010. Inizialmente compete solamente in territorio russo, racimolando un record di 8 vittorie e nessuna sconfitta.
Il sito di MMA Bloody Elbow lo nomina uno dei prospetti della divisione welter nel 2012.

### Bellator MMA
Il 22 aprile 2016 affronta Benson Henderson per il titolo dei Pesi Welter Bellator, dominando l'incontro ed imponendosi per decisione unanime.